# Íñigo Manrique de Lara
No debe confundirse con Íñigo Manrique de Lara, su sobrino, obispo de León y Córdoba.
Íñigo Manrique de Lara y de Castilla (¿? - Sevilla, 1485) fue un clérigo castellano.

## Biografía
Fue uno de los 9 hijos, junto con 5 hijas, de Pedro Manrique de Lara y Mendoza, VIII señor de Amusco, III señor de Treviño, y de Navarrete, adelantado mayor de Castilla, hijo de Diego Gómez Manrique de Lara y Juana de Mendoza. Su madre era Leonor de Castilla una descendiente ilegítima de Sancho de Castilla (1342-1374), uno de los hijos bastardos del rey Alfonso XI de Castilla con la viuda Leonor de Guzmán. Íñigo era hermano del poeta Gómez Manrique y tío de Jorge Manrique, hijo éste de Rodrigo Manrique. Otro sobrino suyo, también llamado Íñigo Manrique de Lara, fue obispo de León (1484-1485) y de Córdoba (1485-1496).
Fue obispo de Oviedo entre 1444 y 1457, donde aparece confirmando las antiguas libertades otorgadas por los reyes a la iglesia de Oviedo en 1456, cuando las sancionó el rey don  Enrique IV. El papa Calixto III estableció el jubileo de la  Santa Cruz durante su pontificado ovetense.
También fue obispo de Coria hasta 1475, obispo de Jaén hasta 1483 y finalmente arzobispo de Sevilla hasta su muerte. Entre 1479 y 1484 desempeñó también la presidencia del Consejo de Castilla. Aparece en las crónicas como un clérigo virtuoso, en contraste con otros altos cargos eclesiales de la época. 